# Las mejores familias
Las mejores familias es una película de comedia dramática y humor negro peruana-colombiana de 2020 escrita y dirigida por Javier Fuentes-León.

## Sinopsis
Luzmila y Peta son dos hermanas que trabajan como criadas para Alicia y Carmen, dos señoras aristócratas de Perú. Ellas son consideradas como parte de la familia o, al menos, eso es lo que parece. Pero un día, mientras la ciudad es tomada por violentas protestas, una celebración de cumpleaños reúne a todos los miembros de las familias. Un secreto guardado desde hace mucho tiempo por ambas familias es revelado, explotando así la burbuja de su perfecto mundo aristocrático para siempre.

## Reparto
- Tatiana Astengo como Luzmila
- Gabriela Velásquez como Peta
- Grapa Paola como Alicia
- Augusto Mazzarelli como Fernando
- Yiliana Chong como Florentina
- Lizet Chavez como Sandra
- Giovanni Ciccia como Alvaro
- Jely Reategui como Merge
- Vanessa Saba como Carolina
- Gracia Olayo como Carmen
- Marco Zunino como Mariano
- Roberto Cano como Jano

## Lanzamiento
Las mejores familias se estrenó a mediados de octubre de 2020 en la 15.ª edición del Festival Internacional de Cine de Roma formando parte de la Competencia Oficial y como Selección Oficial en la 25.ª edición del Festival Internacional de Cine de Busán. Se estrenó en cines colombianos el 26 de agosto de 2021, y el 4 de noviembre de 2021 en cines peruanos.

## Reconocimientos
- Ganadora del premio Jury Special Mention en la 21.ª edición del Festival de Cine Havana Nueva York.[4]

- Selección oficial para competir por el Premio Ariel y Goya.[5][6]